# Vice-reinos do Império Russo
Vice-reino (em russo:  наместничество, transl. namestnichestvo) foi a mais alta unidade da divisão administrativo-territorial do Império Russo em 1775-1796. Substituiu a gubernia como resultado da reforma de Catarina II. Abolido por Paulo I em 1796, sendo substituído de volta à gubernia. Dividido em uezds.
Esta é uma lista de vice-reinos do Império Russo.

## Sob Catarina II
| Designação                | Capital        | Período     |
| ------------------------- | -------------- | ----------- |
| Vice-reino de Arkhangelsk | Arkhangelsk    | 1784 - 1796 |
| Vice-reino de Bratslav    | Bratslav       | 1793 - 1796 |
| Vice-reino do Caucáso     | Yekaterinograd | 1785 - 1796 |